# Älmhults tidning
Älmhults tidning var en dagstidning som kom ut från 31 maj 1929 till 13 april 1934. Det var en tvådagars tidning som gavs ut tisdagar och fredagar. Tidningen var opolitisk.
Tidningens fullständiga  titel var Älmhults Tidning / Tidning för Älmhults köping samt södra Småland och norra Skåne. 

## Redaktion
Redaktionsort till september 1929 Sävsjö, sedan Älmhult till tidningens nedläggning. Politiskt  var tidningen utan ställning.
| Period                 | Ansvarig utgivare      | Titel        | Period                 | Redaktör         |
| 1929-05-27--1934-02-26 | Carlsson, Claes Konrad | boktryckaren | 1929-04-26--1929-09-06 | Ingen uppgift    |
| 1934-02-27--1934-04-13 | Gomér, Arvid William   | redaktören   | 1929-09-10--1932-05-18 | Ericsson, Oscar  |
|                        |                        |              | 1932-05-27--1932-09-02 | Carlsson, Konrad |
|                        |                        |              | 1932-09-06--1934-03-13 | Ingen uppgift    |
|                        |                        |              | 1934-03-16--1934-04-13 | Gomér, Arvid     |

## Tryckning
Tryckeri  var 1929-1933 Svenska reklamförlagets boktryckeri  i Sävsjö, sedan från 28 februari  1933 till tidningens upphörande Svenska reklamförlagets tryckeri  i Älmhult. Provnummer  gavs ut under en månad 26 april till 28 maj 8 stycken. Tidningen trycktes bara i svart, med antikva på en satsyta oftast 56 x 36 cm. Tidningen hade 4 till 8 sidor. Priset var för helår 5 kronor.